# ناحیه واتس
ناحیهٔ واتس (به مجاری: Váci járás) یک ناحیه در مجارستان است که در پِشت واقع شده‌است. ناحیهٔ واتس ۳۶۲٫۱۹ کیلومتر مربع مساحت و ۶۸٬۲۳۴ نفر جمعیت دارد.